# Bąbnica
Bąbnica (do 1945 r. niem. Bamnitz) – była osada w Polsce, do końca 2006 roku figurująca w SIMC jako 313874, położona w województwie zachodniopomorskim, w powiecie białogardzkim, w gminie Tychowo. W latach 1975–1998 wieś należała do województwa koszalińskiego.
Nazwa z nadanym identyfikatorem SIMC występuje w zestawieniach archiwalnych TERYT z 1999 roku.
Od 1 stycznia 2007 roku jako ulica Dębowa stanowi integralną część Tychowa.